# Reong
Reong ist eine der indonesischen Barat-Daya-Inseln (Südwestinseln) in der Bandasee. 

## Geographie
Reong liegt 800 Meter nordwestlich der Küste der Insel Wetar. Sie hat eine Fläche von 3,78 km² und erreicht eine Höhe von 266 Metern. Wie die große Nachbarinsel gehört Reong zum Distrikt (Kecamatan) Pulau-Pulau Wetar im Regierungsbezirk (Kabupaten) der Südwestmolukken (Provinz Maluku).
Reong ist unbewohnt und gehört verwaltungsmäßig zum Desa (etwa Dorf) Nabar mit Sitz auf der großen Nachbarinsel Wetar.